# Ammothea gigantea
Ammothea gigantea là một loài nhện biển trong họ Ammotheidae. Loài này thuộc chi Ammothea. Ammothea gigantea được miêu tả khoa học năm 1932 bởi Gordon.